# Pellamyzon sebastodis
Pellamyzon sebastodis är en plattmaskart. Pellamyzon sebastodis ingår i släktet Pellamyzon och familjen Opecoelidae. Inga underarter finns listade i Catalogue of Life.